# Robert Roelofsen
Robert Roelofsen (Drachten, 26 maart 1970) is een Nederlands voetbaltrainer. 

## Loopbaan
Hij was acht jaar werkzaam als sportinstructeur in een gevangenis. Roelofsen was trainer van SV Candia '66, 1. FC Nürnberg (jeugd), VfL Wolfsburg (assistent), Bintang Medan FC, Al Ahly Tripoli (jeugd) en Hansa Rostock (jeugd, tweede elftal en ad-interim hoofdtrainer). Roelofsen was van oktober 2015 tot juni 2016 trainer van TB 1892 Tvøroyri op de Faeröer. Vanaf het seizoen 2016/17 tot december 2019 was hij co-trainer bij 1. FC Saarbrücken naast Dirk Lottner. Van oktober 2020 tot medio 2022 was hij assistent bij SV Rödinghausen. In augustus 2021 fungeerde hij een wedstrijd als interim hoofdtrainer. Medio 2023 ging hij in India werken als directeur jeugdvoetbal bij de academie van de Reliance Foundation.